# Bufo ailaoanus
Espèce
Statut de conservation UICN

 EN  : En danger
Bufo ailaoanus est une espèce d'amphibiens de la famille des Bufonidae.

## Répartition et habitat
Cette espèce est endémique du xian de Shuangbai dans la province du Yunnan en Chine. Elle se rencontre entre 2 550 et 2 600 m d'altitude dans les monts Ailao.
Elle vit dans les forêts de bambous

## Publication originale
- Kou, 1984 : Preliminary reports on the herpetofauna of Shuitang and Zhelong districts of the eastern slope of Mt. Ailao, with description of a new species. Acta Herpetologica Sinica, vol. 3, no 4, p. 39-45 (texte intégral).